# 沼原草属
沼原草属（学名：Moliniopsis）是禾本科下的一个属。该属共有约2种，分布于东亚。